# Rota da Seda

Visão geral da rota da seda, não incluindo a rota para o palácio de Caracórum, na Mongólia

A Rota da Seda (em chinês tradicional: 絲綢之路, pinyin: sī chóu zhī lù; em persa: راه ابریشم; romaniz.: Râh-e Abrisham; em turco: İpekyolu; em quirguiz: Jibek Jolu) foi uma rede de rotas comerciais asiáticas (principalmente de seda chinesa) iniciada durante a Dinastia Han, ativa do século II a.C. até meados do século XV. Com mais de 6 400 km (4 000 milhas) de extensão, caminho de facilitação das interações econômicas, culturais, políticas e religiosas entre o Oriente e o Ocidente. No final do século XIX foi também chamada de "Estrada da Seda".
Os chineses demonstravam grande interesse na segurança de seus produtos comerciais e expandiram a Grande Muralha da China para garantir a proteção da rota. No século I d.C., a seda chinesa era amplamente desejada em Roma, Egito e Grécia. Outros produtos orientais incluíam: chá, corantes, perfumes e porcelana, enquanto as exportações ocidentais incluíam: cavalos, camelos, mel, vinho e ouro. Além de gerar grande riqueza para as classes mercantis emergentes, a disseminação de mercadorias como papel e pólvora (no século IX) teve um impacto significativo na trajetória da história política em diversas regiões da Eurásia e além.
A Rota da Seda foi utilizada durante um período de grandes variações políticas no continente, exemplificado por eventos marcantes como a peste-negra e as conquistas mongóis. A rede era altamente descentralizada e oferecia pouca segurança: viajantes enfrentavam ameaças constantes de bandidos e invasores nômades, além de vastas extensões de terrenos inóspitos. Assim poucos indivíduos percorriam todo o trajeto da Rota da Seda, utilizando uma sucessão de intermediários estabelecidos em diferentes pontos ao longo do caminho. 
Além das mercadorias, a rede facilitou um imenso intercâmbio de ideias religiosas (especialmente o budismo), filosóficas e científicas, muitas das quais foram sincretizadas pelas sociedades ao longo da rota. Da mesma forma, diversas populações utilizaram essa rede comercial, assim doenças como a peste também espalharam-se, possivelmente contribuindo para a peste-negra na Eurásia (1343-1353).
A partir de 1453, o Império Otomano começou a competir com outros "impérios da pólvora" pelo maior controle das rotas terrestres, o que levou os estados europeus a buscar alternativas enquanto fortaleciam seu poder sobre seus parceiros comerciais. Isso marcou o início da Era dos Descobrimentos, do colonialismo europeu e da intensificação da globalização. No século XXI, o nome "Nova Rota da Seda" é usado para descrever vários grandes projetos de infraestrutura ao longo de muitas das antigas rotas comerciais; entre os mais conhecidos estão a Ponte Terrestre Eurasiática e a Iniciativa do Cinturão e Rota (BRI) da China. A UNESCO designou o corredor Chang'an-Tianshan da Rota da Seda como Patrimônio Mundial em 2014 e o Corredor Zarafshan-Karakum em 2023. O Corredor Fergana-Syrdarya, as porções indianas e iranianas, e os demais locais na China permanecem em listas provisórias.

## Etimologia
A Rota da Seda recebeu esse nome devido ao comércio altamente lucrativo de tecidos de seda, que eram produzidos principalmente na China. A rede começou a se formar com a expansão da Dinastia Han (202 a.C. – 220 d.C.) na Ásia Central por volta de 114 a.C., através das missões e explorações do emissário imperial chinês Zhang Qian, que trouxe a região sob controle unificado.
O nome "Estrada da Seda" foi cunhado no final do século XIX, mas alguns historiadores moderno preferem o termo inicial, pois descreve com mais precisão a complexa rede de rotas terrestres e marítimas que conectavam a Ásia Central, Oriental, Meridional, Sudeste e, Ocidental, bem como o Leste da África e o Sul da Europa.

## Origens

### Viagem continental

A rota da seda no século I, incluindo rotas marítimas.

Quando as técnicas da navegação e da domesticação de bestas de carga foram assimiladas pelo Mundo Antigo, a capacidade de transporte de grandes cargas por longas distâncias foi aperfeiçoada, possibilitando o intercâmbio de culturas e maior rapidez no comércio. Por exemplo, a navegação no Egito pré-dinástico (anterior a 3 100 a.C.) apenas foi estabelecida no século IV a.C., período em que burros e dromedários começaram a ser domesticados. Logo após o camelos bactriano, o cavalo como meio de transporte foi empregado em seguida.
Como as rotas náuticas provêm um meio fácil de transporte entre longas distâncias, largos terrenos do interior como as planícies, que permanecem longe do litoral, não se desenvolveram como as rotas costeiras. Em compensação, dispõem de terreno fértil para pastos e água em abundância para as caravanas, além de fornecer terras para a agricultura. Estes terrenos permitem a passagem de caravanas, mercadores e exércitos sem precisar envolver-se com povos sedentários, também os nômades preferem não ter que atravessar longos descampados.
Enquanto isto, cargas, especiarias e ideias religiosas eram propagadas por todos os cantos, contrapondo a ideia antiga da troca que, provavelmente, conduzia-se somente por uma rota pré-determinada. É improvável que a rota da seda fosse percorrida somente por terra, visto que percorre a África, a Europa, o Cáucaso e a China.

### Transporte antigo
Os povos antigos do Saara já haviam importado animais domesticados da Ásia desde 7 500 a.C.. Artefatos datados do 5º milênio a.C., encontrados em sítios badarianos do Egito pré-dinástico indicam contato com lugares distantes, como a Síria. Desde o começo do 4º milênio a.C., egípcios antigos de Maadi importam cerâmica e conceitos de construção dos Cananeus.
O comércio de Lápis-lazúli provém da única fonte conhecida no mundo antigo, Badaquistão, localizada no noroeste do Afeganistão, localidade distante das grandes culturas, com a Mesopotâmia e o Egito. A partir do 3º milênio a.C., o comércio do lápis-lazúli foi estendido até Harapa e Moenjodaro, ambos no Vale do Indo.
Pensa-se que tenham sido usadas rotas que acompanhavam a Estrada Real Persa (construída por volta do ano 500 a.C.) desde 3 500 a.C.. Existem evidências de que exploradores do Antigo Egito podem ter aberto e protegido novas ramificações da rota da seda. Entre 1979 e 1985, amostras de carvão vegetal foram encontradas nas tumbas de Hieracômpolis, onde eram datadas dos períodos Nacada I e II, identificadas como cedro-do-líbano, originário do Líbano.
Em 1994, escavadores descobriram fragmentos de cerâmica gravada com o símbolo sereque de Narmer, datando de 3 000 a.C. Estudos mineralógicos revelaram que os fragmentos pertenciam a uma jarra de vinho exportado do Vale do Nilo até Israel.

### Comércio marítimo egípcio
A pedra de Palermo menciona o rei Seneferu da quarta dinastia do Egito enviando navios para importar cedro de alta qualidade no Líbano. Em uma cena no interior da pirâmide do faraó Sahuré, da quinta dinastia, os egípcios surgem retornando com grossos troncos de cedro. O nome de Sahuré é encontrado estampado numa pequena peça de ouro numa cadeira libanesa, e foram encontrados cartuchos da quinta dinastia em recipientes libaneses de pedra; outras cenas em seu templo mostram ursos sírios. A pedra de Palermo também menciona expedições ao Sinai assim como mina de diorito ao noroeste de Abu Simbel.
A mais antiga expedição de que há registo à Terra de Punt foi organizada por Sahuré, aparentemente a procura de mirra, assim como malaquita e eletro. O faraó da décima-segunda Dinastia do Egito, Sesóstris III, fez um "Canal de Suez" antigo, ligando o rio Nilo ao mar Vermelho, para a troca direta com Punt. Por volta de 1 950 a.C., no reino de Mentuhotep III, um oficial chamado Hennu fez algumas viagens a Punt. Foi conduzida uma expedição muito famosa por Nehsi e pela rainha Hatchepsut a Punt, realizada no século XV a.C., com o intuito de obter mirra; um relato da viagem sobrevive em um pedido de socorro localizado no templo funerário de Hatshetup, em Deir el-Bahari. Muitos de seus sucessores, incluindo Tutmés III, também organizaram viagens a Punt.

### Estanho britânico
A Grã-Bretanha possui grandes reservas de estanho nas regiões da Cornualha e de Devon, no sudoeste da Inglaterra. Por volta de 1 600 a.C., o sudoeste da Bretanha experimentou uma explosão comercial, onde o estanho britânico era comercializado por boa parte da Europa (veja também Britânia pré-histórica). Quando a era do Bronze foi substituída pela Idade do Ferro, a navegação baseada em peças de estanho (concentrada no Mediterrâneo) declinou entre 1 200 a.C. e 1 100 a.C.. No entanto, não foi encontrada nenhuma rota terrestre entre a Bretanha antiga e as civilizações do Mediterrâneo.

### Contatos de chineses e centro-asiáticos
Desde o segundo milénio a.C., os minerais nefrita e jade são extraídas de minas das regiões de Iarcanda e Hotan, ambas na China, para serem comercializadas. Curiosamente, estas minas não estão muito longe das minas de lápis-lazúli e espinélio de Badaquistão (Afeganistão e Tajiquistão), e apesar de estarem separadas pelos montes Pamir, muitas estradas cruzam as montanhas, algumas desde tempos muito longínquos.

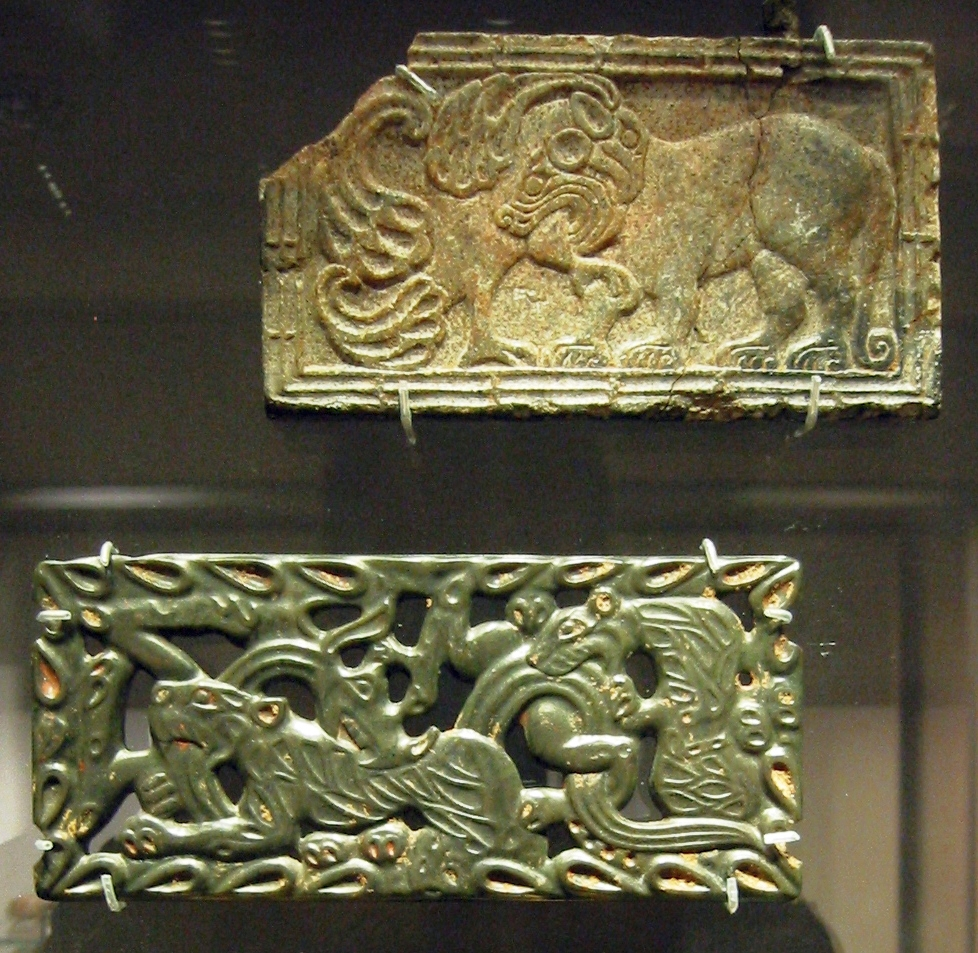
Placas de jade e pedra-sabão chinesas, no estilo artístico cita para animais das estepes;, Museu Britânico

As múmias de Tarim, múmias chinesas de um tipo indo-europeu, foram encontradas na bacia do Tarim (região de Xinjiang), como as da área de Loulan, localizada na rota da seda, a 200 km a leste de Yingpan, que datam de 1 600 a.C. e sugerem uma linha de comunicação muito antiga entre ocidente e oriente. Pode-se supor que estes restos mumificados devem ter sido feitos por ancestrais dos Tocários, cuja língua indo-europeia permaneceu em uso em bacia do Tarim até ao século VIII a.C.
Muitas sobras do que parece ser seda chinesa foram encontradas no Egito, datando de cerca de 1 070 a.C.. Ainda que a origem seja suficientemente confiável, a seda degrada-se facilmente e os especialistas não puderam verificar com precisão se a seda era cultivada (muito provavelmente terá vindo da China) ou se era um tipo de seda "selvagem", que pensam vir da região mediterrânea ou do Médio Oriente.
Contatos próximos da China metropolitana com nômades fronteiriços dos territórios oeste e noroeste no século VIII a.C. permitiram a introdução do ouro da Ásia Central no território chinês. Assim sendo, os escultores de jade chineses começaram a imitar as estepes em suas obras (devido à adoção do estilo artístico cita para animais das estepes, onde os animais eram retratados em combate). Este estilo refletiu-se particularmente nos cintos de placas retangulares, feitos em ouro e bronze, com versões alternadas de jade e pedra-sabão.

### Estrada Real Persa

As principais rotas da "estrada da seda".

No tempo de Heródoto, a Estrada Real Persa percorria 2857 quilômetros da cidade de Susa, no baixo Tigre até o porto de Esmirna no mar Egeu. Era mantida e protegida pelo império Aquemênida, e possuía estações postais e estalagens a intervalos regulares. Com cavalos descansados e viajantes prontos a cada estalagem, mensageiros reais podiam carregar mensagens em até nove dias, ao contrário de mensageiros normais que demoravam cerca de três meses. A Estrada Real era conectada a outras rotas. Muitas delas, como as rotas indianas e centro-asiáticas, também eram protegidas por Aquemênidas, que mantinha contato regular com a Índia, a Mesopotâmia e o Mediterrâneo. Existem registros em Ester de despachos feitos em Susa para províncias indianas e para o Cuxe durante o reinado de Xerxes I.

### Conquistas helenísticas
O primeiro grande passo para a abertura da rota da seda entre este e este veio da expansão de Alexandre o Grande no interior da Ásia Central. Alexandre chegou a Fergana, às fronteiras de Xinjiang (região chinesa, onde ele fundou em 329 a.C. um assentamento grego na cidade de Alexandria Eschate - Alexandria, a distante), e Khujand (agora Leninabad), no Tajiquistão.
Quando os sucessores de Alexandre, o Grande (os Ptolomeus), assumiram o controle do Egito, em 323 a.C., começaram a estimular o comércio (com a Mesopotâmia, a Índia, e o leste da África) por intermédio dos seus portos no mar Vermelho e de rotas terrestres. Isto era supervisionado por uma ativa participação de intermediários, especialmente os nabateus e outros árabes. Os gregos permaneceram na Ásia Central por mais três séculos, primeiramente através da administração do Império Selêucida e mais tarde estabelecendo o reino Greco-Bactriano na Báctria. Eles continuaram a expandir-se em direção ao oriente, especialmente durante o reino de Eutemides, que expandiu o seu controle à Sogdiana, atingindo e superando a cidade de Alexandria Eschate. Existem indicações que deverão ter liderado expedições longas, como a Kashgar, no Turquestão Chinês. Também devem ter iniciado as primeiras relações entre China e o oeste por volta de 200 a.C.. O historiador grego Estrabão escreve que "eles estenderam o seu império a locais como Seres [China] e Phryni."

## Exploração chinesa da Ásia Central

### Zhang Qian (138−126 a.C.)
O próximo passo iniciou-se cerca de 130 a.C., com as embaixadas da dinastia Han na Ásia Central, seguindo os relatos do embaixador Zhang Quian (que fora originalmente enviado para obter uma aliança com os Yuehzi contra os Xiong-Nu, embora em vão). O imperador chinês Wudi interessou-se no desenvolvimento das relações comerciais com as sociedades urbanas sofisticadas de Fergana, Báctria e Pártia; O filho do vento, como era chamado, pretendia tomar alguns territórios destas civilizações e tinha as suas razões: Fergana (Dayhuan) e as possessões da Báctria (Ta-Hia) e da Pártia (Anxi) eram grandes nações, ricas, e com a população vivendo em residências fixas e disposta a trabalhar em áreas idênticas às que a grande maioria dos chineses se ocupava. Possuíam exércitos supostamente desorganizados, e um grande capital que incrementaria a economia da China.

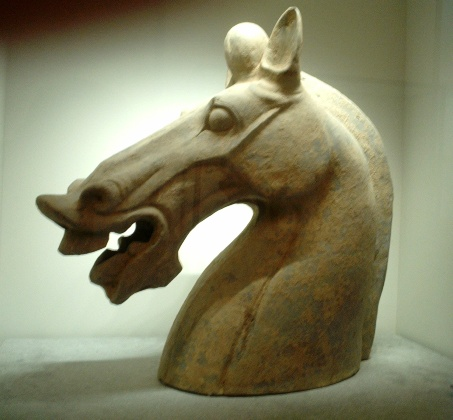
Um cavalo da última dinastia Han - séculos I e II

Os chineses tinham grande fascínio pelos cavalos altos e fortes da possessão de Dayhuan (chamados cavalos celestes), que cedia à capital da possessão uma grande importância na luta contra os nômades de Xiongnu. Os chineses fundaram várias embaixadas subsequentes, algo próximo de dez por ano, para regiões como a Síria selêucida. Deste modo, mais embaixadas foram inauguradas em locais como a Pártia, Yancai (que depois se uniu aos Alões), Lijian (Síria selêucida), Tiaozhi e Tianzhu (noroeste da Índia). Por via de regra, muito mais de dez missões foram enviadas por ano, sendo no mínimo seis. Os chineses fizeram campanha na Ásia Central em várias ocasiões, e foram mesmo registados encontros diretos entre as tropas dos Han e os legionários de Roma (provavelmente capturados ou recrutados como mercenários por Xiongnu), particularmente durante o ano de 36 a.C., na batalha de Sogdiana. Supõe-se que a besta chinesa foi transmitida para os Romanos nestas ocasiões.
O historiador romano Floro também descreve a visita de inúmeros enviados, de entre eles o de Seres, e a visita do primeiro imperador romano, Augusto, que comandou Roma entre 27 a.C. e 14 d.C.:
| “ | Inclusive o resto das nações do mundo que não se subjugaram ao domínio imperial estavam sensibilizadas quanto à sua grandeza, e olhavam com reverência o povo romano, o grande conquistador de nações. Deste modo, até os Citas e Sármatas destacaram enviados para tentarem estabelecer relações de amizade com Roma. Mais, os Seres comportaram-se do mesmo modo, e os Indianos que habitavam abaixo do trópico de Câncer trouxeram presentes, pedras preciosas, pérolas e elefantes, mas o que não imaginavam no momento era a vastidão da jornada que eles experimentariam, que disseram que ocupou quatro de seus anos. Na realidade, é necessário observar a sua complexidade para perceber que eles são um povo de outro mundo que não o nosso. | ” |

A rota da seda existe essencialmente desde o século I a.C., seguindo os esforços da China em consolidar uma rota para o Ocidente e a Índia, sendo repleta de povoados na região da bacia do Tarim e de relações diplomáticas com as regiões dos dayuan, partas e báctrios, mais ao oeste.
A rota da seda marítima foi aberta entre Jiaozhi (controlada pelos chineses, localizada no Vietnã moderno, próximo a Hanói) e os territórios nabateus na costa noroeste do Mar Vermelho. Provavelmente inaugurada no século I, estende-se pelo litoral da Índia e Sri Lanka e pelos portos controlados por Roma, entre eles os principais portos egípcios.

### Ban Chao
No ano 97, Ban Chao atravessou o Tian Shan e as montanhas Pamir com uma armada de 70 000 homens em uma campanha contra Xiongnu (i.e, os Hunos). Chegou a alcançar o mar Cáspio e a Ucrânia, percorrendo a Pártia, onde enviou um enviado chamado Gan Ying (segundo boatos) para Daqin (Roma). Gan Ying detalhou um estudo sobre os países ocidentais, apesar de aparentemente apenas ter chegado ao mar Negro antes de voltar.
O exército chinês aliou-se com os partas e estabeleceu vários fortes a alguns dias de marcha da capital parta, Ctesifonte, planejando vigiar a região por algumas gerações. Em 116, o imperador romano Trajano avançou à Pártia e a Ctesifonte e sitiou o território parta por alguns dias, atingindo as guarnições fronteiriças chinesas, embora não seja conhecido nenhum conta(c)to direto.

## O Império Romano e a seda
Logo após os Romanos conquistarem o Egito Antigo em 31 a.C., o comércio e a comunicação regular entre a Índia, o Sudeste Asiático, o Sri Lanka, a China, o Médio Oriente, a África e a Europa, florescem a um nível nunca visto antes. Rotas terrestres e marítimas tornam-se rigorosamente conectadas, e começam a se difundir pelos três continentes novos produto, tecnologias e ideias. O comércio e a comunicação intercontinental tornam-se regulares, organizados e protegidos pelos "Grandes Poderes". O comércio romano logo se desenvolve, auxiliado pelo entusiasmo modístico romano pela seda chinesa (fornecida pelos partos), ainda que os Romanos pensassem que a seda era proveniente de árvores:
| “ | 'Os Seres', eram famosos pela substância lanosa que obtinham de suas florestas; depois de embeber em água, penteavam para fora as sobras brancas das folhas. Tão variado é o tipo de trabalhos, e tão distante é a região do globo abrangida, para permitir às donzelas romanas ostentar roupas transparentes em público. | ” |

O senado romano decretou, em vão, vários éditos que proibiam o uso da seda como roupa, por motivos econômicos e morais: a importação da seda Chinesa provocava uma grande fluxo de ouro para fora do império, e as roupas de seda consideraram-se decadentes e imorais:
| “ | Eu posso ver roupas de seda, como se materiais que não escondem o corpo e não têm nenhuma decência pudessem ser chamados de roupas. Multidões de donzelas ordinárias trabalham para que possam ser vistas como adúlteras através destes vestidos finos, e para que os seus maridos não tenham mais conhecimento sobre o corpo delas que qualquer outro estranho ou estrangeiro. | ” |

Os registos de Hou Hanshu contam que o primeiro romano enviado à China, chegou em seu destino através da rota marítima em 166, iniciando uma série de lista de embaixadas romanas na China.

## Intercâmbios culturais e comerciais na Ásia Central

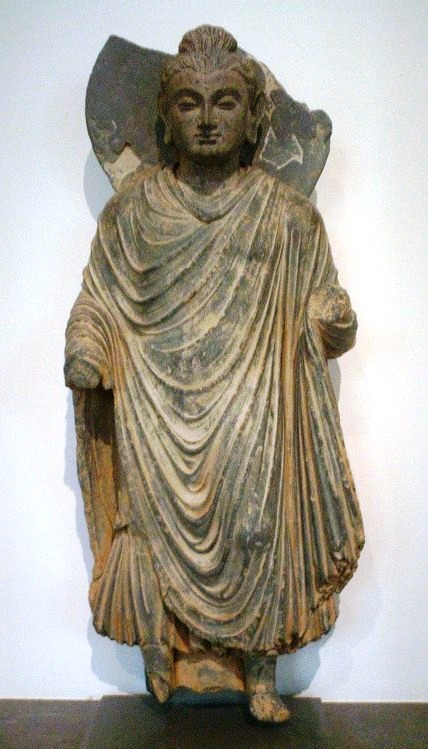
Buda parado, Gandara, século I

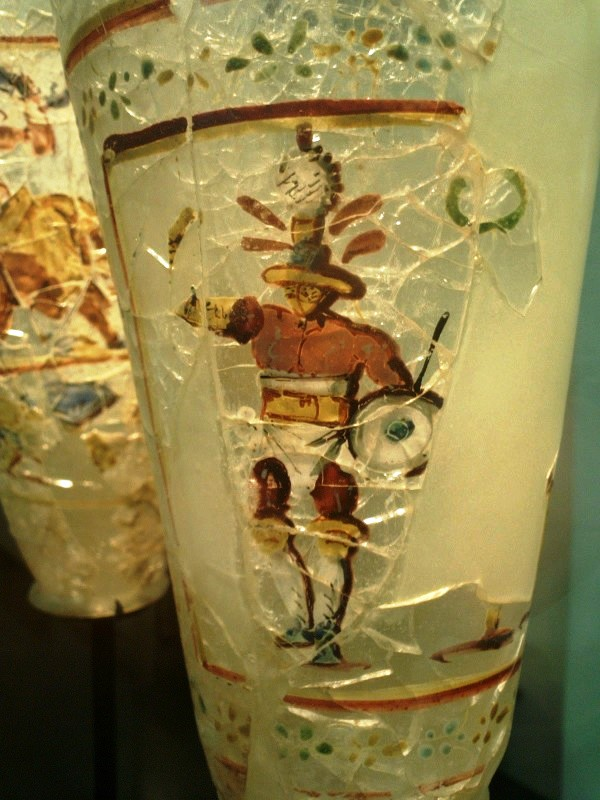
Um gladiador greco-romano em um vaso de vidro, Begram, século II

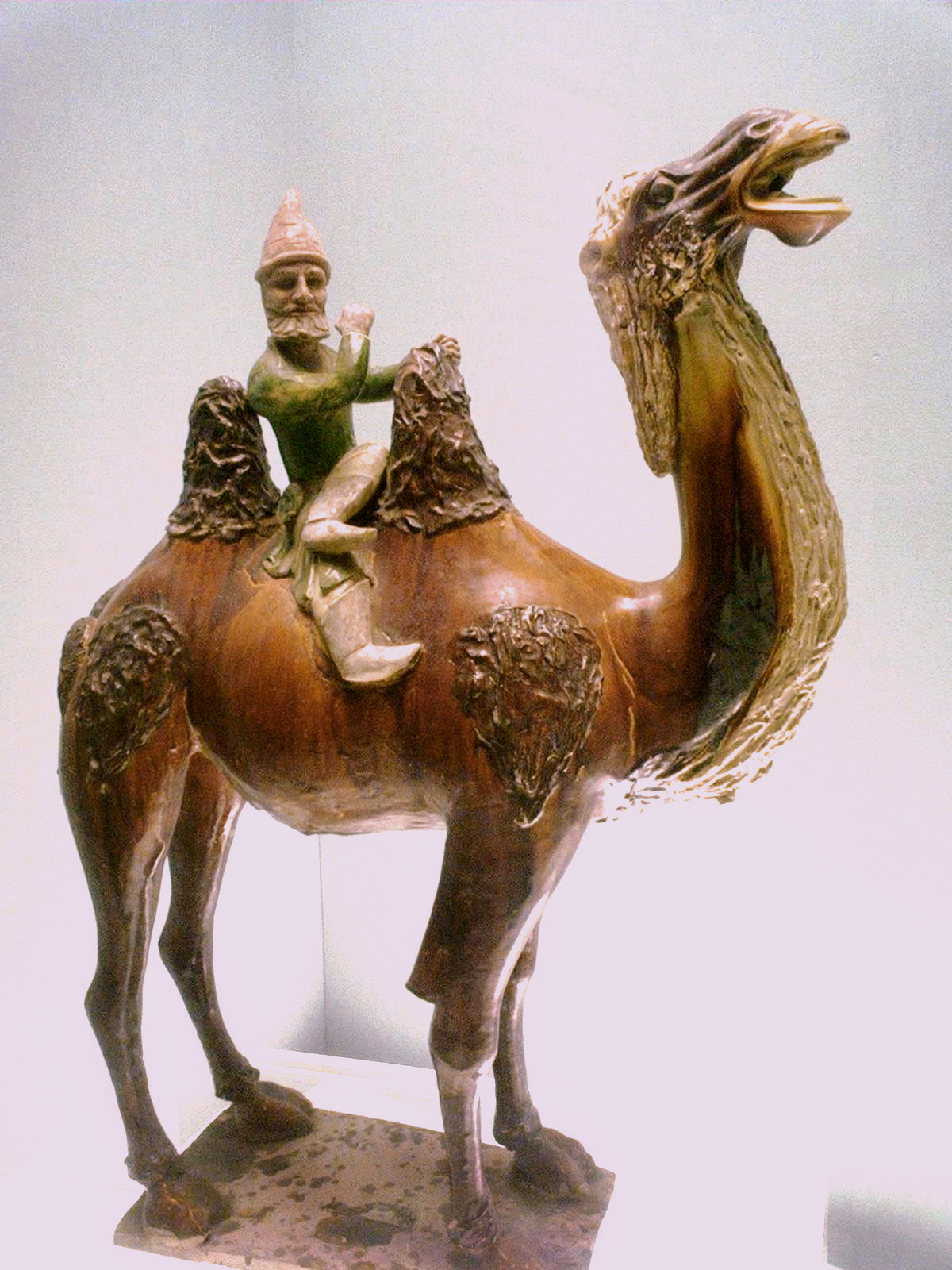
Ocidental em um camelo, dinastia Tang, Museu de Xangai

Notavelmente, a fé budista e a cultura greco-budista iniciaram sua viagem em direção ao leste percorrendo a rota da seda, entrando na China por volta do século I a.C.
O Império Kushana, na parte noroeste do subcontinente Indiano, estava localizado no centro destas trocas. Eles promoveram a interação multi-cultural sinalizada pelas suas reservas de tesouros do século II, repletas de produtos provenientes do mundo greco-romano, chinês e indiano, assim como no sítio arqueológico de Begram.
O apogeu da rota da seda correspondeu ao império Bizantino no lado oeste, ao império Sassânida (do período de Ilcanato na seção no Nilo—Oxo e do período dos Três Reinos, na dinastia Yuan da zona sinítica) no lado leste. O comércio entre leste e oeste também se desenvolveu no mar, entre Alexandria (no Egito) e Guangzhou (na China), graças à expansão dos postos de comércio na Índia. Historiadores também falam de uma rota da porcelana, através do oceano Índico. A rota da seda representa um antigo fenômeno de integração cultural e política juntamente com o comércio inter-regional. Em seu apogeu, a rota da seda sustentou uma cultura internacional que era juntamente encadeada com diversos grupos, como os magiares, os armênios e os chineses.
Debaixo destas fortes dinâmicas de integração única, existem os impactos de uma mudança ser transmitida para os outros, como nas sociedades tribais que anteriormente viviam isoladas no entorno da rota da seda ou nos pastores bárbaros que se desenvolveram a ponto de enriquecerem e criarem oportunidades às civilizações conectadas pela rota. Estas conexões também ajudaram a classes pilhadoras, como os saqueadores e mercenários. Muitas tribos bárbaras começaram a treinar guerreiros aptos a conquistar cidades ricas e terras férteis, e a forjar grandes impérios militares.
A rota da seda deu novo ânimo aos agrupamentos dos estados militares de origem nômade do Norte da China, estimulando as religiões nestoriana, maniqueísta, budista e depois islâmica a adentrarem a Ásia Central e a China, criando a influente Federação Cazar.
No fim da sua glória, a rota trouxe ao Mundo Antigo algo sobre o maior império (geograficamente) já visto: o império Mongol, que tinhas seus centros políticos enfileirados ao longo da rota: Pequim, no norte chinês, Caracórum, na Mongólia central, Samarcanda na Transoxiana, Tabriz, no norte do Irã, Astracã no baixo Volga, Bahcesaray, na Crimeia, Cazã, na Rússia central e Erzurum, na Anatólia oriental. Com isto, realizou a unificação política de zonas previamente livres e conectadas não terminantemente por benefícios culturais e materiais.
Os principais comerciantes durante a Antiguidade eram os indianos e os báctrios, seguidos pelos sogdianos (do século VIII ao V a.C.) e depois pelos persas.
O império Romano, com sua demanda por produtos asiáticos sofisticados, desmoronou no oeste por volta do século V. Na Ásia Central, o Islã expandiu-se do século VII para a frente, provocando uma interrupção na expansão ocidental chinesa com a Batalha de Talas, em 751 d.C.. Mais adiante, a expansão dos Turcos islâmicos na Ásia Central no século X finalizou com uma ruptura comercial naquela parte do mundo, provocando um extermínio de budistas.

## Transmissão artística
Muitas influências artísticas transitaram ao longo da rota, especialmente através da Ásia Central, onde os estilos helenístico, iraniano, indiano e chinês estavam aptos à se misturar. A arte greco-budista, em particular, foi o exemplo que mais representou esta interação.

### Divindades budistas
A imagem de Buda, originada durante o século I a.C. no norte da Índia (nas áreas de Gandara e Matura), foi transmitida progressivamente através da Ásia Central e da China até entrar na Coreia no século IV e no Japão no século VI. Geralmente, a transmissão de muitos detalhes iconográficos é clara, porém, existem exceções, como a inspiração de Hércules em Nio (guardião das deidades japonês, presente na entrada dos templos budistas do Japão), e as representações do Buda de Kamakura, similares aos estilos da arte grega.
Outra deidade budista, Shukongoshin, é também um caso interessante da transmissão da imagem do famoso deus grego Héracles para o Extremo Oriente através da rota da seda. Héracles era usado na arte greco-romana para representar Vajrapani, o protetor de Buda, e sua representação era usada na China, Coreia e Japão para ilustrar os deuses protetores dos templos budistas.

### Deus do Vento
Várias outras influências artísticas da rota da seda podem ser encontradas na Ásia, e uma das mais surpreendentes vêm do fato que o deus grego do vento, Boreas, transitou toda a Ásia Central e a China para vir a ser o deus japonês do Vento, Fujin (Xinto).

### Padrão ornamental floral
Finalmente o tema artístico do rolo de papel floral foi transmitido do mundo helênico até a região do Tarim Basin, por volta do século II, visto na arte serindiana e nos resquícios da arquitetura de madeira. Este foi adotado pela China entre os séculos IV e VI e foi exposto em vaso e cerâmicas; este foi ainda transmitido para o Japão sob a forma de telhas para telhados de templos budistas japoneses por volta do século VII, particularmente para o telhado do templo de Nara,  muitos dos quais retratando com perfeição videiras e uvas.

## Era mongol
A expansão mongol na maioria do continente asiático ocorreu entre 1215 e 1360, auxiliada pela estabilidade política trazida pelo restabelecimento da rota da seda (vis-à-vis Caracórum). Em meados do século XIII, um explorador veneziano chamado Marco Polo tornou-se um dos primeiros europeus a percorrer a rota da seda em direção à China.
Os ocidentais obtiveram mais conhecimento do Extremo Oriente quando Polo documentou suas viagens em Il Milione. Ele seguiu os passos de numerosos missionários cristãos que foram para o leste, como Guilherme de Rubruck, Giovanni da Pian del Carpini, André de Longjumeau, Odoric de Pordenone, Giovanni de Marignolli, Giovanni di Monte Corvino, e outros viajantes como ibne Batuta ou Niccolo Da Conti. Bens luxuosos foram comercializados de um revendedor para outro, da China para o ocidente, resultando em altos preços nas mercadorias.

### Transferência tecnológica para o Ocidente

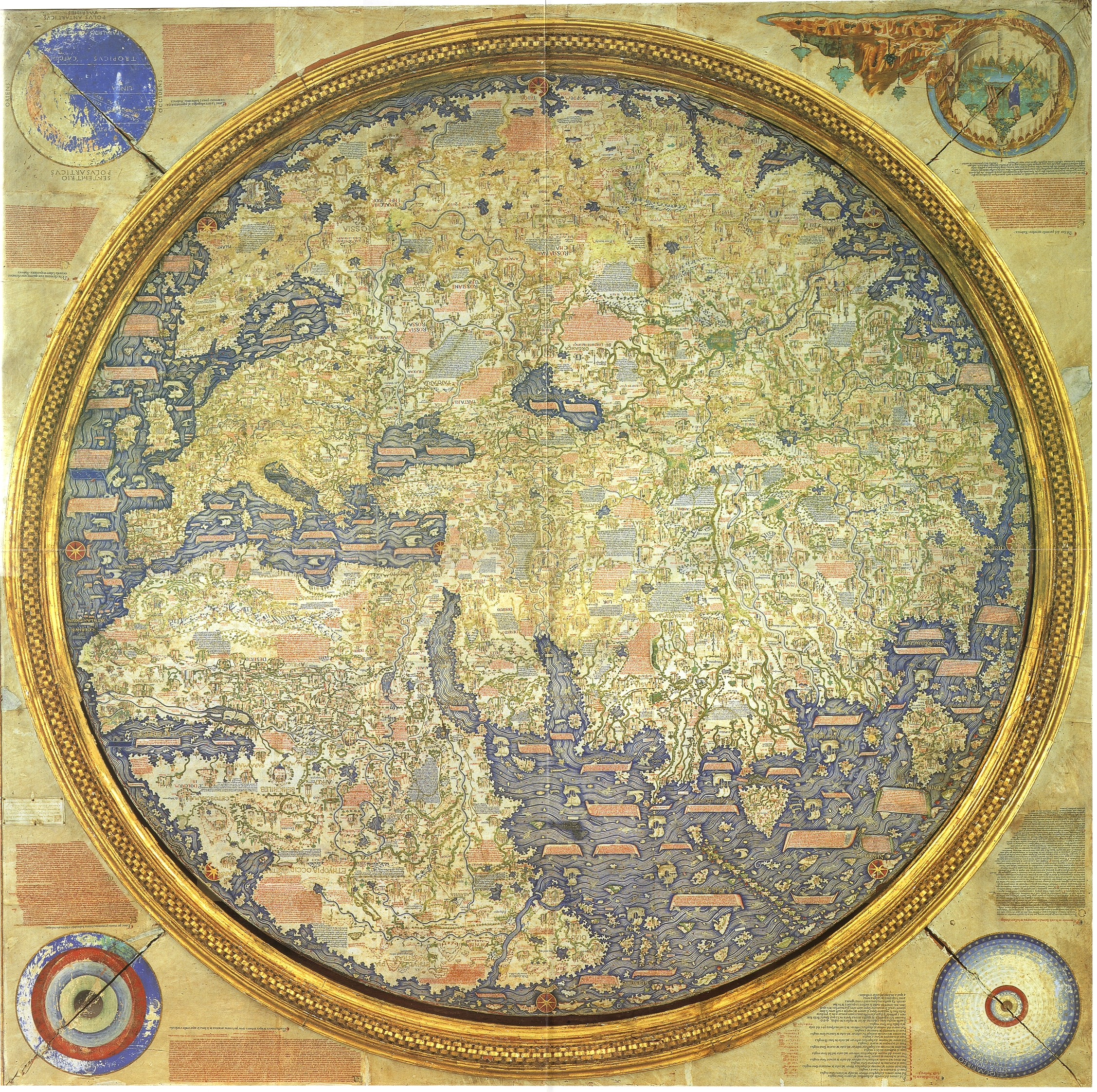
Mapa de Fra Mauro, Veneza, 1549

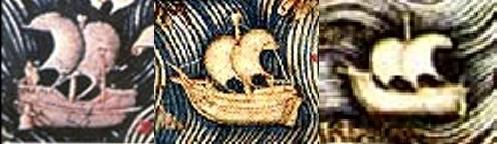
Junco chinês e navios atlânticos e mediterrânicos. Ilustração do Mapa de Fra Mauro

Muitas inovações tecnológicas do oriente da época serícea dão a impressão de terem sido filtradas pela Europa. O período da Alta Idade Média europeia viu grandes avanços tecnológicos, incluindo a adoção direta de inovações seríceas, como a impressão, a pólvora, o astrolábio e o compasso, e sustentando de muitas maneiras o desenvolvimento do Renascimento europeu e da Era da Exploração.
Mapas chineses como o de Kangnido e a cartografia islâmica parecem ter influenciado o aparecimento dos primeiros mapas-múndi práticos, como os mapas de De Virga ou Fra Mauro. Giovan Battista Ramusio, um contemporâneo, declara que o mapa de Fra Muro é "uma cópia aperfeiçoada do mapa trazido de Cathay por Marco Polo."
Muitos juncos chineses também foram observados por estes viajantes, sendo que haviam se equipado com o ímpeto para depois se desenvolver em navios maiores na Europa.
| “ | Os navios, chamados juncos, que navegavam estes mares carregando quatro mastros ou mais, muitos dos quais poderiam ser levantados ou abaixados, e possuíam de 40 a 60 cabines para os mercadores e somente um timoneiro. | ” |

| “ | Um navio carrega um complemento de mil homens, sendo seiscentos destes marinheiros e quatrocentos soldados, incluindo arqueiros, escudeiros e besteiros, que atiram nafta. Estas embarcações são construídas nas cidades de Zaytun (ou Zaitun, hoje Guangzhou; 刺桐) e Sin-Kalan. A embarcação tem quatro conveses e contém quartos, cabines e salões para mercantes; uma cabine possui compartimentos e um lavatório, e pode ser trancada por seus ocupantes. | ” |

### Desintegração

Império Mongol
Após 1260 se desintegrou nos reinos:
Canato da Horda Dourada
Canato de Chagatai
Ilcanato
Dinastia Yuan

Entretanto, com a desintegração do Império Mongol, houve uma descontinuação da unidade política, cultural e econômica da rota da seda. Senhores turcomanos marcharam para se apossar do lado ocidental da rota, contribuindo com o declínio do império Bizantino. Após os Mongóis, as grandes forças políticas localizadas ao longo da rota tornaram-se separadas tanto economicamente como culturalmente. Iniciou-se o processo de edificação dos Estados regionais em contraposição ao estilo de vida nômade, em parte pela devastação do mar Negro e em parte pelas invasões de civilizações sedentárias equipadas com pólvora.
O efeito da pólvora na modernização precoce da Europa sucedeu-se na integração dos Estados territoriais e no aumento do mercantilismo; considerando a rota da seda, a pólvora e a avançada modernização teve um impacto negativo: o nível de integração do império Mongol não foi mantido e o comércio declinou (apesar do aumento do intercâmbio marítimo europeu).
A rota da seda parou de servir com uma rota de despacho da seda por volta de 1400.

## Os grandes exploradores: Europa chega à Ásia

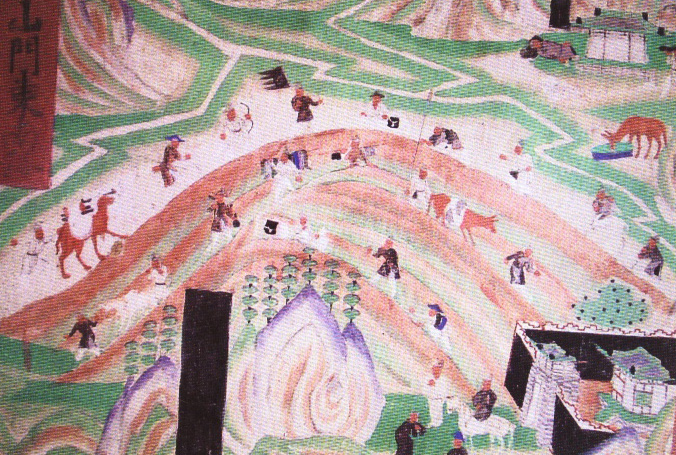
Representação do comércio na rota

O desaparecimento da rota da seda seguindo o fim dos Mongóis foi um dos principais fatores que estimularam os europeus a alcançar a Índia e a China através de outra rota, especialmente pelo mar. Enormes lucros seriam obtidos por qualquer um que concluísse um rota comercial direta com a Ásia.
Quando alcançou o Novo Mundo em 1492, Cristóvão Colombo desejaria criar outra rota da seda até a China. Foi alegado que um dos grandes desapontamentos das nações ocidentais foi encontrar um continente do meio, antes de reconhecer o potencial da América.
O desejo do comércio direto com a China foi também a principal razão por atrás da expansão dos Portugueses, que fizeram a volta na África por volta de 1480, seguido pelas potências Países Baixos e Grã-Bretanha no século XVII. Depois, no século XVIII, a China era considerada umas das civilizações mais prósperas e sofisticadas da Terra, apesar de sua renda per capita ser muito baixa comparando-se com a da Europa Ocidental. Gottfried Leibniz repercutiu sobre a percepção de predomínio na Europa antes da Revolução Industrial: "Tudo que é esquisito e admirável provém das Índias Orientais. A população instruída reparou que não há no mundo todo comércio comparado com o da China." (Leibniz)
No século XVIII, Adam Smith declarou que a China era uma das mais prósperas nações do mundo, mas tem estagnação persistente, os salários sempre foram pequenos e as classes baixas eram particularmente pobres.
| “ | A China foi por um bom tempo uma das mais ricas, isto é, uma das mais férteis, melhor cultivadas, mais industrializadas, e mais populosas nações do mundo. Dá a impressão, porém, de estar muito tempo imutável. Marco Polo, que a visitou há mais de quinhentos anos atrás, descreve seu cultivo, indústria e abundância de habitantes em quase os mesmos termos em que é descrita por viajantes nos tempos atuais. | ” |

De fato, o espírito da rota da seda resume-se ao desejo de nutrir um intercâmbio entre Oriente e Ocidente, somado com o chamariz dos altos lucros, e que afetou muito a história do mundo durante os últimos três milênios.

## A Nova Rota da Seda
No dia 14 maio de 2017, o presidente da China, Xi Jinping, discursou no Fórum de abertura sobre a "Nova Rota da Seda", por meio do qual anunciou o investimento de 70 bilhões de dólares no projeto.

## Entretenimento
- O jogo de computador em estilo MMORPG Silkroad Online tem como tema a rota da seda. É jogado por pessoas de todo o mundo, das mais diversas etnias, interagindo entre si.
- O jogo The Legend Of Silkroad, lançado pela Unico Electronics para o Arcade em 1999, tem como tema a rota da seda. No estilo Beat Em Up, semelhante a games como Golden Axe, o jogo conta com 3 heróis que devem salvar uma princesa que fora raptada. Mas para isso, eles deverão enfrentar uma variedade de inimigos, sub-chefes e chefes dos mais variados países. O jogador pode inclusive, selecionar as rotas que quer seguir em determinados momentos da jogatina. Algo semelhante ao que acontecia em Golden Axe 3 do Mega Drive, por exemplo. O jogo ganhou uma continuação, com o nome de Age Of Heroes - Silkroad 2, lançado também para o Arcade em 2001.